# Dicypellium caryophyllatum
|  | Dieser Artikel wurde aufgrund von formalen oder inhaltlichen Mängeln in der Qualitätssicherung Biologie im Abschnitt „Pflanzen“ zur Verbesserung eingetragen. Dies geschieht, um die Qualität der Biologie-Artikel auf ein akzeptables Niveau zu bringen. Bitte hilf mit, diesen Artikel zu verbessern! Artikel, die nicht signifikant verbessert werden, können gegebenenfalls gelöscht werden. Lies dazu auch die näheren Informationen in den Mindestanforderungen an Biologie-Artikel. |

Dicypellium caryophyllatum (auch bekannt als Dicypellium caryophyllaceum) oder der Cravobaum, Nelkenzim(m)tbaum, ist eine seltene Pflanzenart aus der Gattung Dicypellium innerhalb der Familie der Lorbeergewächse (Lauraceae). Sie ist im Amazonasbecken im nördlichen Brasilien bis nach Peru beheimatet und wird dort beispielsweise Pau-cravo oder Cravo-do-maranhão sowie Casca-preciosa genannt. Die Borke, als (Brasilianischer) Nelkenzimt bezeichnet, wird wegen ihres Aromas genutzt und dadurch ist Dicypellium caryophyllatum in den Naturstandorten gefährdet.
Ein anderer, (Ostindischer oder Zeilonischer) Nelkenzim(m)t stammt von Syzygium caryophyllatum (L.) Alston (Syn: Syzygium caryophyllaeum Gärtn.)

## Beschreibung
Dicypellium caryophyllatum wächst als bis etwa 20 Meter hoher, immergrüner Baum. Die elliptischen bis eiförmigen, kurz gestielten und wechselständigen, leicht ledrigen und spitzen, ganzrandigen, einfachen Laubblätter sind kahl und unterseits (anfänglich) etwas rostfarben. Sie sind etwa bis 13 Zentimeter lang und 4–5 Zentimeter breit.
Es werden wenigblütige und kurze, achsel- oder endständige Blütenstände gebildet. Die kurz gestielten, kleinen und weißen Blüten sind zwittrig und mit einfacher Blütenhülle. Das Perianth ist sechszählig, mit gleichartigen, ledrig-dicklichen Tepalen in zwei Kreisen. Die Staubblätter stehen in drei Kreisen, der vierte fehlt. Der ersten Kreis ist tepaloid, vergrößert und nicht fruchtbar, der kleinere zweite und der reduzierte dritte sind fertil, mit sehr kurzen Staubfäden und tepaloid. Der mittelständige Fruchtknoten ist kahl, mit kurzem Griffel in einem schmal-becherförmigen Blütenbecher.
Es werden kleine, grüne und eiförmige, glatte, einsamige Beeren an einem relativ flachen, roten Fruchtbecher mit beständigem, etwas verhärtetem Perianth gebildet.

## Vorkommen und Gefährdung
Dicypellium caryophyllatum kommt von Natur aus nur in den brasilianischen Bundesstaaten Amazonas, Maranhão sowie Pará vor. Sie gedeiht in nicht zeitweise überschwemmten Wäldern. Die letzten Aufsammlungen 1998 erfolgten in Tapajós in Pará. Früher fand man sie weiter nördlich in Maranhâo.
In der Roten Liste der IUCN wurde Dicypellium caryophyllatum 1998 als „vulnerable“ = „gefährdet“ bewertet; das Erstellen einer aktuellen Bewertung ist erforderlich. Intensive Ausbeutung der Borke zur Gewinnung des Nelkenzimtöls führte dazu, dass diese Art selten wurde.

## Systematik
Die Erstbeschreibung erfolgte 1829 unter dem Namen (Basionym) Persea caryophyllacea durch Carl Friedrich Philipp von Martius in Repertorium für die Pharmacie, 31, S. 355. Allerdings wird die Art Licaria guianensis, die schon 1775 von Aublet in Hist. Pl. Guiane 1: 313, t. 121 beschrieben wurde, in einigen Werken als Basionym geführt. Die Neukombination zu Dicypellium caryophyllatum wurde 1833 durch Christian Gottfried Daniel Nees von Esenbeck und Martius in Hufelandiae Illustratio. S. 14 veröffentlicht. Ein weiteres Synonym ist Ocotea caryophyllacea (Mart.) Kostel. und Acrodiclidium guianense Nees sowie Dicypellium caryophyllatum (Mart.) Nees, Persea caryophyllata Mart.
Dicypellium caryophyllatum ist eine von nur zwei Arten der Gattung Dicypellium.

## Nutzung
Der Geruch der Rinde (Nelkenrinde, -holz, -zim(m)t, Nelkenkassie, Schwarzer Zimt oder Nägeleinrinde, -holz; Cortex Cassiae Caryophyllatae) erinnert an Gewürznelken und Zimt. Die Rinde und die Blütenknospen werden in der brasilianischen Küche als Gewürz verwendet. Das ätherische Öl aus den Blütenknospen wird in der Parfümindustrie verwendet. Auch können die Knospen als Gewürznelkenersatz verwendet werden. Jenes Öl aus der Rinde duftet ebenfalls stark, es wird als „Clove Bark Oil“ bezeichnet. Die Öle sind stark eugenolhaltig und können für die Produktion von künstlichem Vanille verwendet werden.
Die Blätter werden als Teeersatz für jene von Camellia spp. verwendet.
Das aromatische, recht haltbare Holz wird für verschiedene Anwendungen genutzt. Es wird manchmal als Nelkenholz, Brasilianisches oder Cayenne-Rosenholz sowie als Tulipwood bezeichnet.